# Сорок днів Муса-Дага
Сорок днів Муса-Дага (нім. Die vierzig Tage des Musa Dagh) — історичний роман австрійського письменника єврейського походження Франца Верфеля, заснований на реальних подіях і виданий 34 мовами.

## Історія
Історична подія, 53-денна оборона вірмен на горі Муса-Даг під час геноциду 1915 року (Див. Оборона гори Муса-Даг), надихнула австрійського письменника Франца Верфеля на створення знаменитого роману «Сорок днів Муса-Дага». Вражений подіями письменник пізніше в одному з інтерв'ю заявив:
|  | Оборона Муса-Дага так вразила мене, що я хотів допомогти вірменам, написавши свій роман і розповівши про ці події всьому світу |

Ідея про написання книги в письменника виникла 1929 року, коли він перебував у Дамаску, де побачив вірменських дітей, працю яких використовували на килимовій фабриці. Доля вірменської нації змусила Верфеля взятися за перо. Роман написано 1932 року німецькою мовою, на основі ретельного вивчення реальних подій автором, який перебував тоді в Сирії.

Після виходу 1933 року книга мала значну популярність, тому її перекладено 34 мовами. Після видання книги 1934 року в США за перші два тижні продано 34000 примітників. Того ж року в «Нью-Йорк таймс» опубліковано рецензію на нову книгу, в якій сказано: 
|  | історія, яка має розбурхати емоції всіх людей... Верфель зробив її благородним романом. На відміну від більшості інших романів, Муса-Даг ґрунтується на реальних подіях, в яких описано історію чоловіків, що приймають долю героїв... книга дає нам можливість взяти участь в історичній події. Чудово. |

Журнал «Time» у грудні 1934 року, назвав роман «книгою місяця». Книга Верфеля зробила його одним з улюблених письменників вірмен. Особистий біограф письменника наводив слова вірменського священика з Венеції, який був серед вірмен, що тримали оборону: 
Франц Верфель — національний герой вірмен. Його книга — свого роду наша розрада — ні, не втіха, її не може бути — але те, що книга існує, дуже важливо для нас. Вона говорить про те, що це не можна забувати ніколи, що сталося з нами.

## Цікавий факт
Прототипом героя роману Габріеля Баградяна став лідер опору вірмен турецьким військам Мовсес Тер-Галустян. Серед урятованих французькими кораблями вірмен був священик Тигран Андреасян, який вів записи про опір, що пізніше лягли в основу роману.

## Екранізація
1982 року режисер Саркіс Мурадян зняв однойменний художній фільм за сценарієм Алекса Акопяна.